# 橫帶寬口䲁
橫帶寬口䲁（學名：Chasmodes bosquianus），為輻鰭魚綱鳚形目䲁科寬口䲁屬的一種，分布於西大西洋美國紐約至佛羅里達海域，深度1至30公尺，本魚體呈長橢圓形，側扁，眼上方有絲狀觸鬚，牙齒排列緊密，細長，彎曲，無犬齒，下顎牙齒尖端明顯尖銳；下顎前側沒有突出的皮瓣，體色棕色，沿側面有波浪狀的深色和淺色線條與斑點，體長可達15公分，成魚通常生活在牡蠣床和堅硬的海底，一旦遇危險時以倒游方式躲入小洞穴中，僅露出頭部注視敵人，具領域性，幼魚為浮游性，生活沿海淺水域，雌魚產附著性卵，雄魚有護卵行為。